# Clase Ticonderoga
La clase Ticonderoga es una serie de cruceros lanzamisiles de la Marina de Estados Unidos, fueron ordenados y autorizados como proyecto en 1978. Originalmente fue planeado como una clase de destructores. Sin embargo, la mayor capacidad de combate ofrecida por el sistema de combate Aegis y el radar pasivo de barrido electrónico AN/SPY-1, junto con la capacidad de operar como buque insignia en misiones, se utilizaron para justificar el cambio de clasificación de DDG (destructor de misiles guiados) a CG (crucero de misiles guiados) poco antes de que se colocaran las quillas del Ticonderoga y el Yorktown.
Los cruceros de misiles guiados clase Ticonderoga son buques de guerra polivalentes. Su Mark 41 VLS puede disparar misiles de crucero Tomahawk para atacar objetivos terrestres o antiaéreos SM-2MR/ER para defenderse contra aviones o misiles antibuque. Sus helicópteros LAMPS III, RUM-139 VL-ASROC y sistemas de sonar les permiten realizar misiones antisubmarinas. Los barcos de clase Ticonderoga están diseñados para ser elementos de grupos de ataque de portaaviones o grupos anfibios preparados, así como para realizar misiones como interdicción o escolta. Con actualizaciones de sus sistemas AN/SPY-1 y sus cargas útiles de misiles asociadas como parte del Sistema de Defensa contra Misiles Balísticos Aegis, los miembros de esta clase también han demostrado competencia como plataformas móviles de misiles antibalísticos y antisatélites.
La entrada en servicio de los Ticonderoga durante la década de 1980 significó un gran salto adelante en la capacidad de escolta de la armada de EEUU, mejorando significativamente la protección de los grupos de combate de portaaviones. Estos cruceros fueron los primeros buques con el sistema de combate Aegis de Lockheed Martin. De los 27 buques terminados, 19 fueron construidos por Ingalls Shipbuilding y ocho por Bath Iron Works (BIW). Todos menos uno (Thomas S. Gates) de los barcos de la clase recibieron originalmente nombres de eventos notables en la historia militar de EE. UU., aunque un segundo (Chancellorsville) pasó a llamarse USS Robert Smalls en marzo de 2023, y al menos doce comparten sus nombres con portaaviones de la era de la Segunda Guerra Mundial. 
El crucero USS Vincennes estuvo envuelto en el derribo del vuelo 655 de Iran Air en 1988 en donde murieron 290 civiles por un error al confundir el avión civil con un avión de combate F-14. A octubre de 2023, 13 barcos permanecen activos. Debido al alto coste de mantenimiento y antigüedad, toda la clase se está retirando progresivamente; el desmantelamiento de los últimos buques está programado para 2027. Los destructores de la clase Arleigh Burke del Vuelo III servirán como reemplazos de funciones a corto plazo hasta la puesta en servicio prevista de los destructores DDG(X) en la década de 2030.

## Sistema de lanzamiento vertical

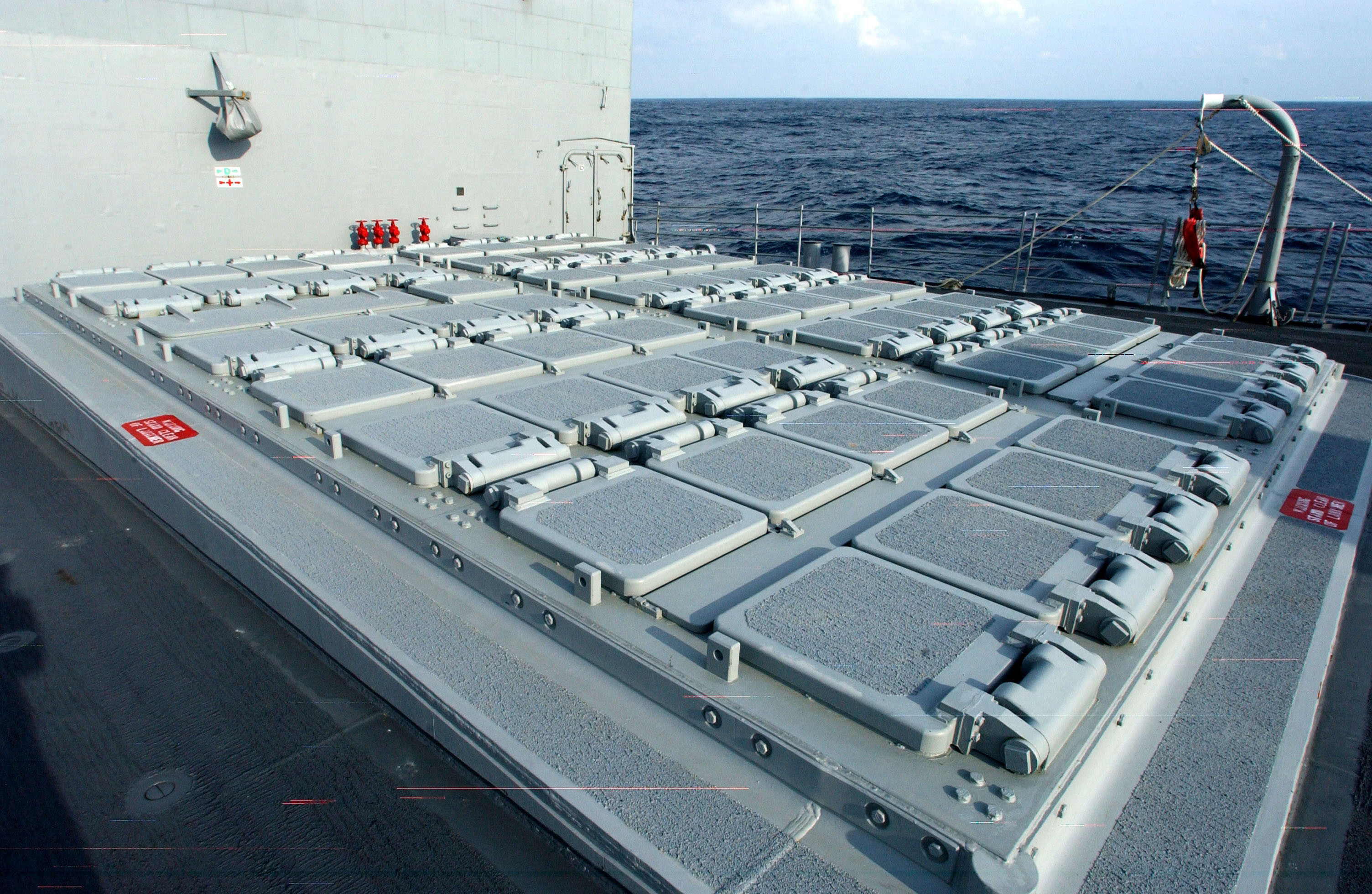
Sistema de lanzamiento vertical de misiles del USS Jacinto.

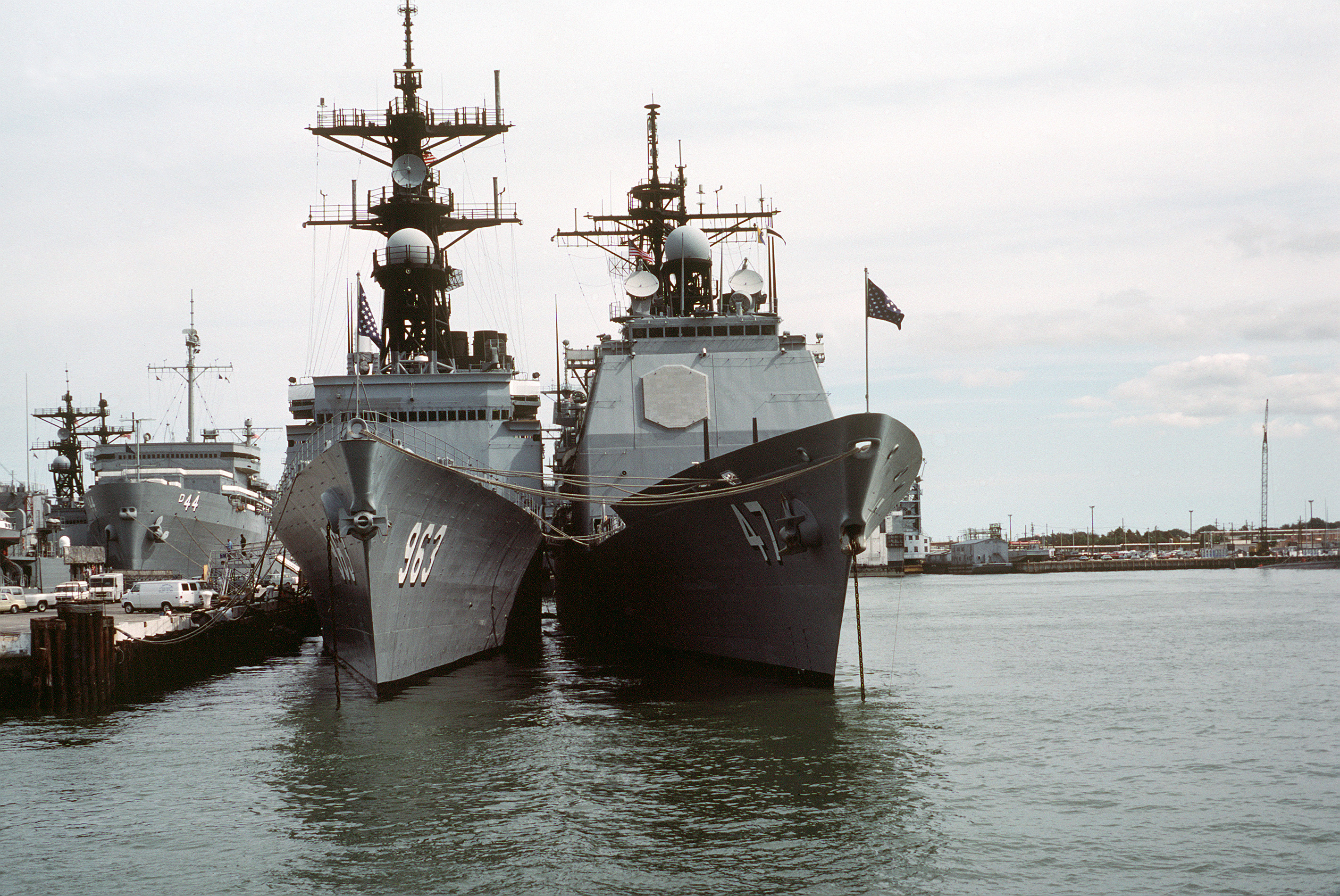
Crucero clase Ticonderoga abarloado a un destructor clase Spruance.

Los barcos de la clase Ticonderoga poseen 2 sistemas de lanzamiento vertical, uno en la popa y otro en la proa, en total 122 tubos de lanzamiento que permiten lanzar un gran variedad de misiles, como el Tomahawk, el Misil Standard y los ASROC (misil antisubmarino). El tiempo de reacción de lanzamiento se acorta debido a que estos siempre están preparados.
Tiene dos estructuras que se levantan sobre el casco, una para albergar los centros de información, grandes salas de control para el lanzamiento de misiles, y el puente de mando sobre el centro de información y otra estructura más hacia popa, que aloja las chimeneas de las máquinas.   
Después del fin de la Guerra Fría los primeros barcos de la clase Ticonderoga fueron destinados a operaciones en las aguas territoriales de Estados Unidos, comisionados para escoltar los diferentes barcos de combate de la Flota combinada, actualmente forman parte de la Quinta Flota que navega en el Golfo Pérsico, frente a la costa de Irán, para mantener abierto el Estrecho de Ormuz.

## Actualizaciones

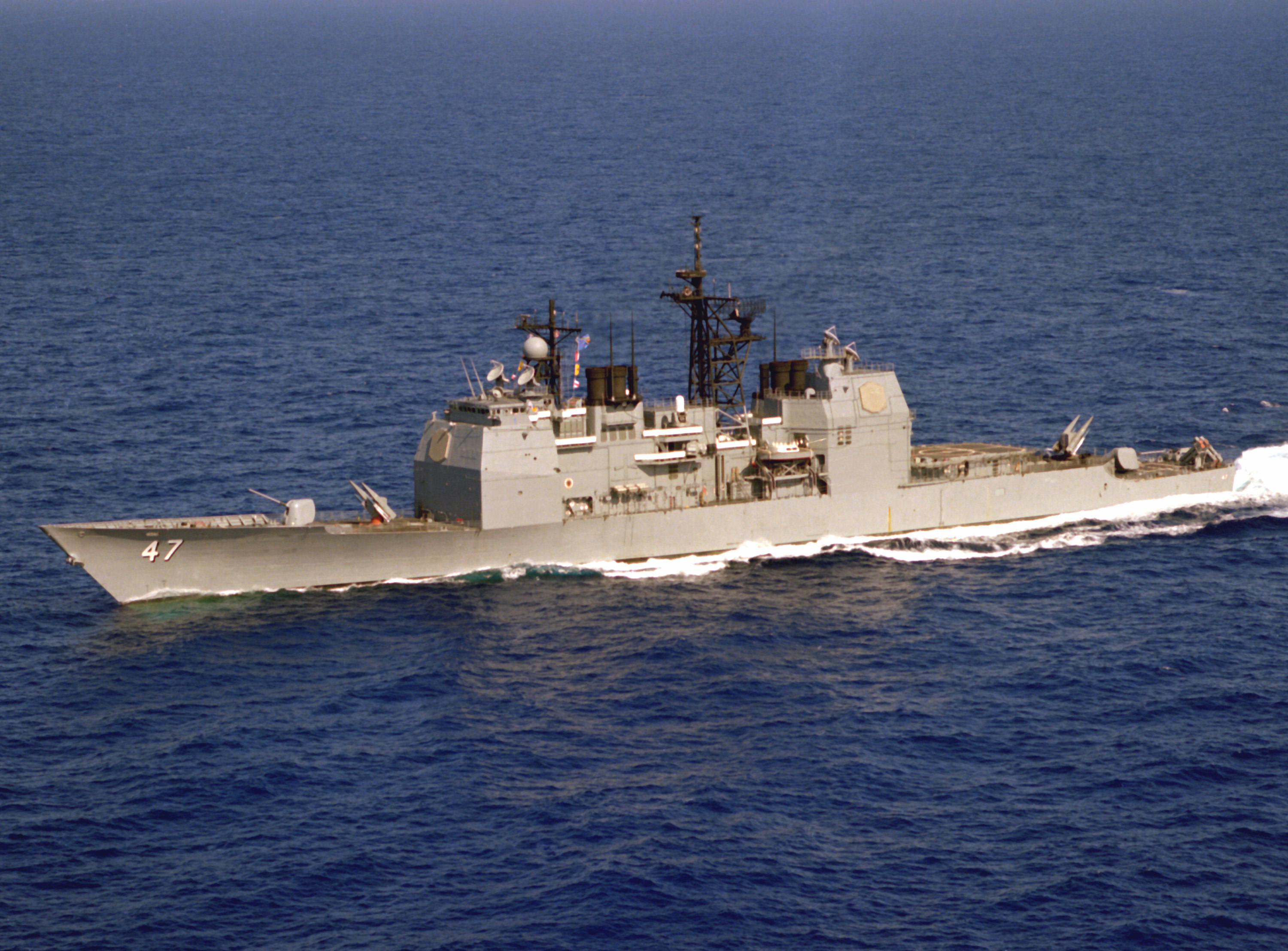
El USS Ticonderoga navegando con su configuración original en el año 1983.

Originalmente, la Marina de los EE. UU. tenía la intención de reemplazar su flota de cruceros de misiles guiados de clase Ticonderoga con cruceros producidos como parte del programa de cruceros de misiles CG(X); sin embargo, los severos recortes presupuestarios del programa de combate de superficie del siglo XXI, junto con el aumento del costo del programa de destructores de clase Zumwalt, dieron como resultado la cancelación del programa CG (X). En cambio, los cruceros de la clase Ticonderoga serían reemplazados por destructores del Tramo III de la clase Arleigh Burke.
Los cinco cruceros de dos brazos (Mk-26) han sido dados de baja. En 2003, los 22 más nuevos de los 27 barcos (CG-52 a CG-73) de la clase se actualizaron para mantenerlos relevantes para el combate, lo que les dio a los barcos una vida útil de 35 años. En los años previos a su desmantelamiento, a los cinco barcos de dos brazos se les habían asignado principalmente tareas en aguas locales, actuando como barcos de mando para escuadrones de destructores asignados a las áreas del Pacífico oriental y del Atlántico occidental.

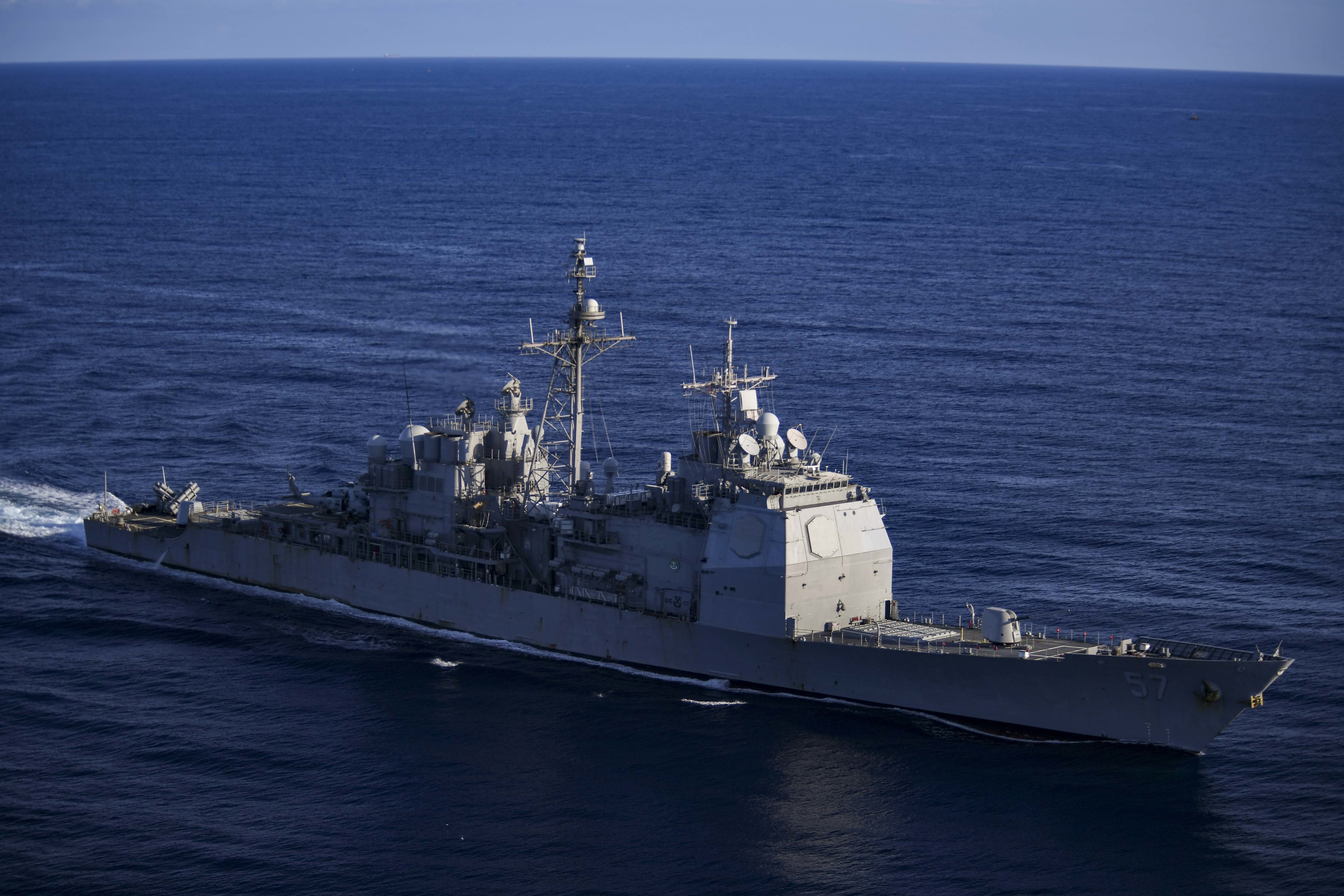
El USS Lake Champlain navegando en el año 2021.

A partir de julio de 2013, dos cruceros han completado las actualizaciones de casco, mecánicas y eléctricas (HM&E), y ocho cruceros han tenido actualizaciones de sistemas de combate. Estos incluyen una actualización del sistema computacional Aegis con nuevas computadoras y gabinetes de equipos, la actualización del sistema de radar SPQ-9B que presenta una mayor capacidad sobre el control de disparos únicamente, comunicaciones de datos de fibra óptica y actualizaciones de software, y modificaciones al sistema de lanzamiento vertical que permite dos 8 -Módulos de celdas para disparar el RIM-162 ESSM. 
Los paquetes de actualización más recientes incluyen SM-6 y capacidad Naval Integrated Fire Control-Counter Air (NIFC-CA). Otra actualización es mejorar la sonda SQQ-89A(V)15con una matriz remolcada multifunción. Las actualizaciones de casco, sonar, radar, electricidad, computadora y sistemas de armas pueden costar hasta $ 250 millones por barco.

## Buques de la clase
| Nombre                                                     | N.º identificación                                     | Astillero                                              | Iniciado                                               | Botado                                                 | Alta                                                   | Baja                                                   | Vida de servicio                                       | Puerto base                                            | Destino                                                        |
| Variante del lanzador de misiles de dos brazos Mark 26     | Variante del lanzador de misiles de dos brazos Mark 26 | Variante del lanzador de misiles de dos brazos Mark 26 | Variante del lanzador de misiles de dos brazos Mark 26 | Variante del lanzador de misiles de dos brazos Mark 26 | Variante del lanzador de misiles de dos brazos Mark 26 | Variante del lanzador de misiles de dos brazos Mark 26 | Variante del lanzador de misiles de dos brazos Mark 26 | Variante del lanzador de misiles de dos brazos Mark 26 | Variante del lanzador de misiles de dos brazos Mark 26         |
| ---------------------------------------------------------- | ------------------------------------------------------ | ------------------------------------------------------ | ------------------------------------------------------ | ------------------------------------------------------ | ------------------------------------------------------ | ------------------------------------------------------ | ------------------------------------------------------ | ------------------------------------------------------ | -------------------------------------------------------------- |
| Ticonderoga                                                | CG-47                                                  | Ingalls Shipbuilding                                   | 21 de enero de 1980                                    | 25 de abril de 1981                                    | 22 de enero de 1983                                    | 30 de septiembre de 2004                               | 21 años, 252 días                                      | -                                                      | Desguazado 2022                                                |
| Yorktown                                                   | CG-48                                                  | Ingalls Shipbuilding                                   | 19 de octubre de 1981                                  | 17 de enero de 1983                                    | 4 de julio de 1984                                     | 10 de diciembre de 2004                                | 20 años, 159 días                                      | -                                                      | Llegó a Brownsville, Texas para su desguace, noviembre de 2022 |
| Vincennes                                                  | CG-49                                                  | Ingalls Shipbuilding                                   | 19 de octubre de 1982                                  | 14 de enero de 1984                                    | 6 de julio de 1985                                     | 29 de junio de 2005                                    | 19 años, 358 días                                      | -                                                      | Desguazado 2011                                                |
| Valley Forge                                               | CG-50                                                  | Ingalls Shipbuilding                                   | 14 de abril de 1983                                    | 23 de junio de 1984                                    | 18 de enero de 1986                                    | 30 de agosto de 2004                                   | 18 años, 225 días                                      | -                                                      | Hundido como buque objetivo en 2006                            |
| Thomas S. Gates                                            | CG-51                                                  | Bath Iron Works                                        | 31 de agosto de 1984                                   | 14 de diciembre de 1985                                | 22 de agosto de 1987                                   | 16 de diciembre de 2005                                | 18 años, 116 días                                      | -                                                      | Desguazado 2017                                                |
| Variante del sistema de lanzamiento vertical (VLS) Mark 41 |                                                        |                                                        |                                                        |                                                        |                                                        |                                                        |                                                        |                                                        |                                                                |
| Bunker Hill                                                | CG-52                                                  | Ingalls Shipbuilding                                   | 11 de enero de 1984                                    | 11 de marzo de 1985                                    | 20 de septiembre de 1986                               | 22 de septiembre de 2023                               | 37 años, 2 días                                        | -                                                      | Retirado, enviado a la Flota de Reserva                        |
| Mobile Bay                                                 | CG-53                                                  | Ingalls Shipbuilding                                   | 6 de junio de 1984                                     | 22 de agosto de 1985                                   | 21 de febrero de 1987                                  | 10 de agosto de 2023                                   | 36 años, 179 días                                      | -                                                      | Retirado, enviado a la Flota de Reserva                        |
| Antietam                                                   | CG-54                                                  | Ingalls Shipbuilding                                   | 15 de noviembre de 1984                                | 14 de febrero de 1986                                  | 6 de junio de 1987                                     | Propuesto para 2024                                    |                                                        | Yokosuka, Japón                                        | En servicio activo                                             |
| Leyte Gulf                                                 | CG-55                                                  | Ingalls Shipbuilding                                   | 18 de marzo de 1985                                    | 20 de junio de 1986                                    | 26 de septiembre de 1987                               | Propuesto para 2024                                    |                                                        | Norfolk, VA                                            | En servicio activo                                             |
| San Jacinto                                                | CG-56                                                  | Ingalls Shipbuilding                                   | 24 de julio de 1985                                    | 14 de noviembre de 1986                                | 23 de enero de 1988                                    | 15 de septiembre de 2023                               | 35 años, 235 días                                      | -                                                      | Retirado, enviado a la Flota de Reserva                        |
| Lake Champlain                                             | CG-57                                                  | Ingalls Shipbuilding                                   | 3 de marzo de 1986                                     | 3 de abril de 1987                                     | 12 de agosto de 1988                                   | 1 de septiembre de 2023                                | 35 años, 20 días                                       | -                                                      | Retirado, enviado a la Flota de Reserva                        |
| Philippine Sea                                             | CG-58                                                  | Bath Iron Works                                        | 8 de abril de 1986                                     | 12 de julio de 1987                                    | 18 de marzo de 1989                                    | Propuesto para 2025                                    |                                                        | Norfolk, VA                                            | En servicio activo                                             |
| Princeton                                                  | CG-59                                                  | Ingalls Shipbuilding                                   | 15 de octubre de 1986                                  | 2 de octubre de 1987                                   | 11 de febrero de 1989                                  | Propuesto para 2026                                    |                                                        | San Diego, CA                                          | En servicio activo                                             |
| Normandy                                                   | CG-60                                                  | Bath Iron Works                                        | 7 de abril de 1987                                     | 19 de marzo de 1988                                    | 9 de diciembre de 1989                                 | Propuesto para 2025                                    |                                                        | Norfolk, VA                                            | En servicio activo                                             |
| Monterey                                                   | CG-61                                                  | Bath Iron Works                                        | 19 de agosto de 1987                                   | 23 de octubre de 1988                                  | 16 de junio de 1990                                    | 16 de septiembre de 2022                               | 32 años, 92 días                                       | -                                                      | Retirado, enviado a la Flota de Reserva                        |
| Chancellorsville                                           | CG-62                                                  | Ingalls Shipbuilding                                   | 24 de junio de 1987                                    | 15 de julio de 1988                                    | 4 de noviembre de 1989                                 | Propuesto para 2026                                    |                                                        | Yokosuka, Japón                                        | En servicio activo, renombrado USS Robert Smalls               |
| Cowpens                                                    | CG-63                                                  | Bath Iron Works                                        | 23 de diciembre de 1987                                | 11 de marzo de 1989                                    | 9 de marzo de 1991                                     | Solicitado para 2024                                   |                                                        | San Diego, CA                                          | En servicio activo                                             |
| Gettysburg                                                 | CG-64                                                  | Bath Iron Works                                        | 17 de agosto de 1988                                   | 22 de julio de 1989                                    | 22 de junio de 1991                                    | Propuesto para 2026                                    |                                                        | Norfolk, VA                                            | En servicio activo                                             |
| Chosin                                                     | CG-65                                                  | Ingalls Shipbuilding                                   | 22 de julio de 1988                                    | 1 de septiembre de 1989                                | 12 de enero de 1991                                    | Propuesto para 2027                                    |                                                        | San Diego, CA                                          | En servicio activo                                             |
| Hué City                                                   | CG-66                                                  | Ingalls Shipbuilding                                   | 20 de febrero de 1989                                  | 1 de junio de 1990                                     | 14 de septiembre de 1991                               | 23 de septiembre de 2022                               | 31 años, 9 días                                        | -                                                      | Retirado, enviado a la Flota de Reserva                        |
| Shiloh                                                     | CG-67                                                  | Bath Iron Works                                        | 1 de agosto de 1989                                    | 8 de septiembre de 1990                                | 18 de julio de 1992                                    | Solicitado para 2024                                   |                                                        | Yokosuka, Japón                                        | En servicio activo                                             |
| Anzio                                                      | CG-68                                                  | Ingalls Shipbuilding                                   | 21 de agosto de 1989                                   | 2 de noviembre de 1990                                 | 2 de mayo de 1992                                      | 22 de septiembre de 2022                               | 30 años, 143 días                                      | -                                                      | Retirado, enviado a la Flota de Reserva                        |
| Vicksburg                                                  | CG-69                                                  | Ingalls Shipbuilding                                   | 30 de mayo de 1990                                     | 2 de agosto de 1991                                    | 14 de noviembre de 1992                                | Solicitado para 2024                                   |                                                        | Norfolk, VA                                            | En servicio activo                                             |
| Lake Erie                                                  | CG-70                                                  | Bath Iron Works                                        | 6 de marzo de 1990                                     | 13 de julio de 1991                                    | 10 de mayo de 1993                                     | Propuesto para 2025                                    |                                                        | San Diego, CA                                          | En servicio activo                                             |
| Cape St. George                                            | CG-71                                                  | Ingalls Shipbuilding                                   | 19 de noviembre de 1990                                | 10 de enero de 1992                                    | 12 de junio de 1993                                    | Propuesto para 2027                                    |                                                        | San Diego, CA                                          | En servicio activo                                             |
| Vella Gulf                                                 | CG-72                                                  | Ingalls Shipbuilding                                   | 22 de abril de 1991                                    | 13 de junio de 1992                                    | 18 de septiembre de 1993                               | 4 de agosto de 2022                                    | 28 años, 320 días                                      | -                                                      | Retirado, enviado a la Flota de Reserva                        |
| Port Royal                                                 | CG-73                                                  | Ingalls Shipbuilding                                   | 18 de octubre de 1991                                  | 20 de noviembre de 1992                                | 9 de julio de 1994                                     | 29 de septiembre de 2022                               | 28 años, 82 días                                       | -                                                      | Retirado, enviado a la Flota de Reserva                        |
| Nombre                                                     | N.º identificación                                     | Astillero                                              | Iniciado                                               | Botado                                                 | Alta                                                   | Baja                                                   | Vida de servicio                                       | Puerto base                                            | Destino                                                        |

| Resumen del estado de los buques           | Resumen del estado de los buques |
| Estado                                     | Total                            |
| ------------------------------------------ | -------------------------------- |
| Activo, en servicio                        | 13                               |
| Baja, enviado a la flota de reserva        | 9                                |
| Baja, para ser eliminado                   | 1                                |
| Eliminado por desguace o como blanco naval | 4                                |
| Total                                      | 27                               |

## Galería

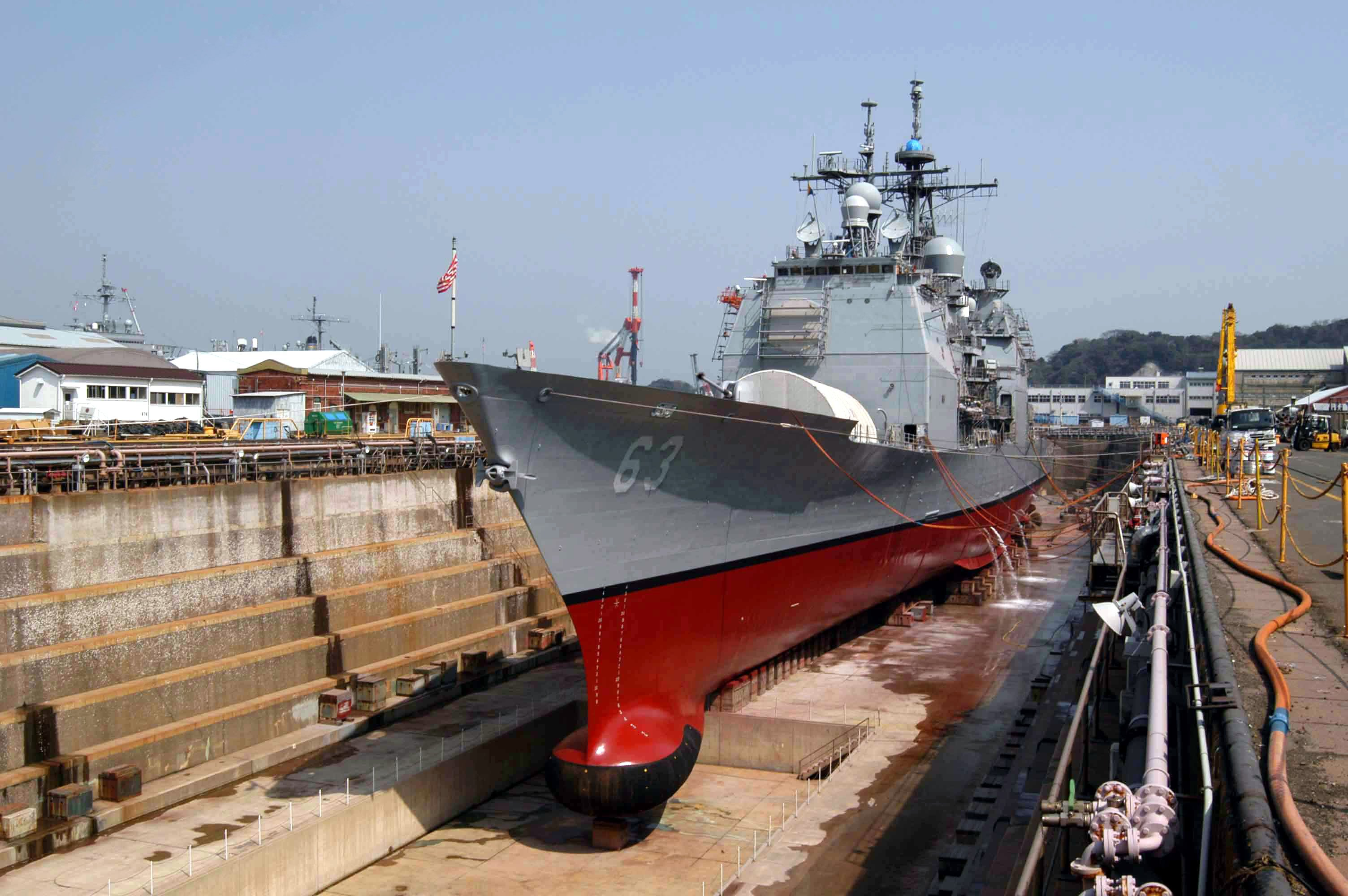
USS Cowpens en dique seco, año 2004.
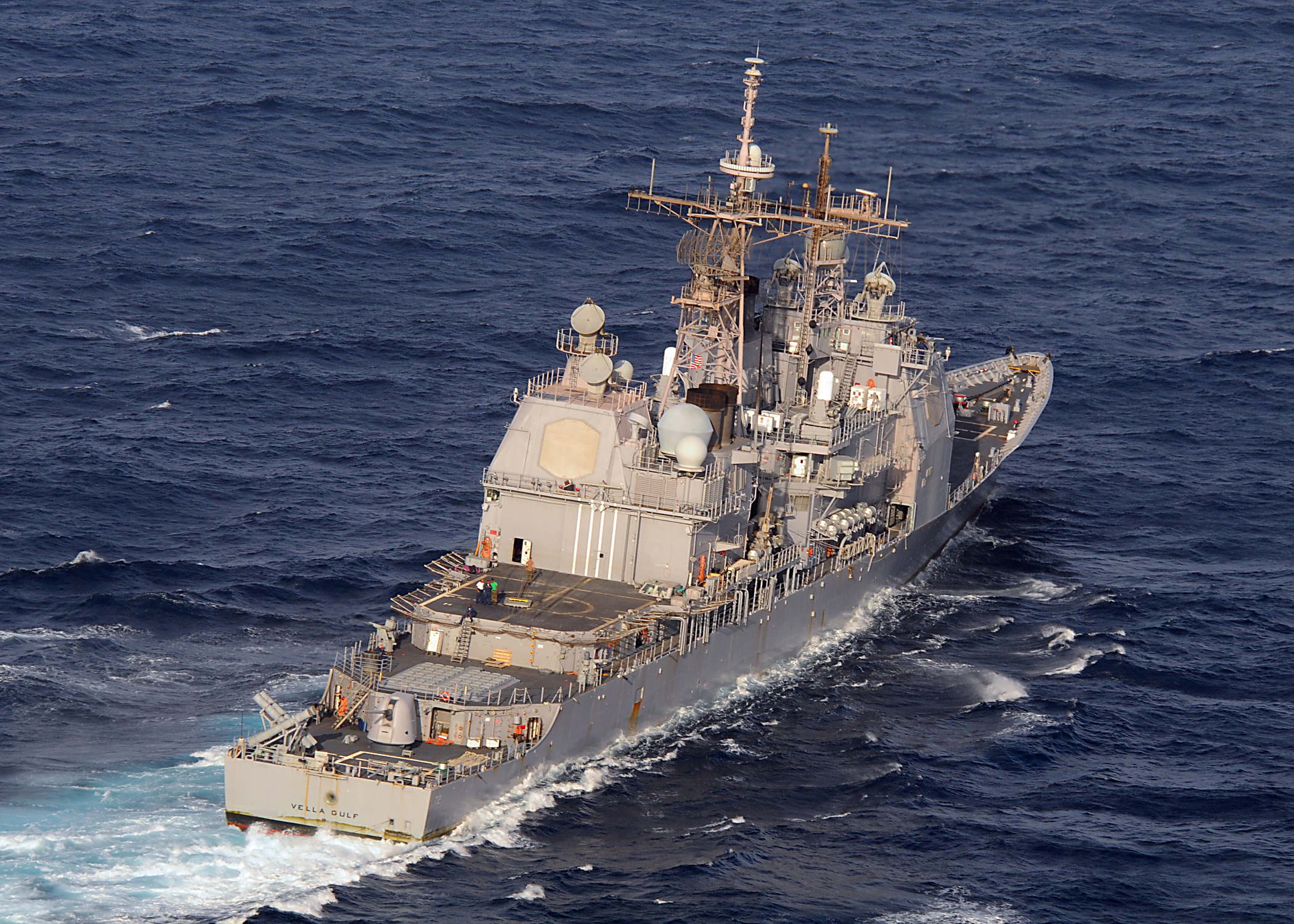
USS Vella Gulf durante un giro a alta velocidad, año 2008.
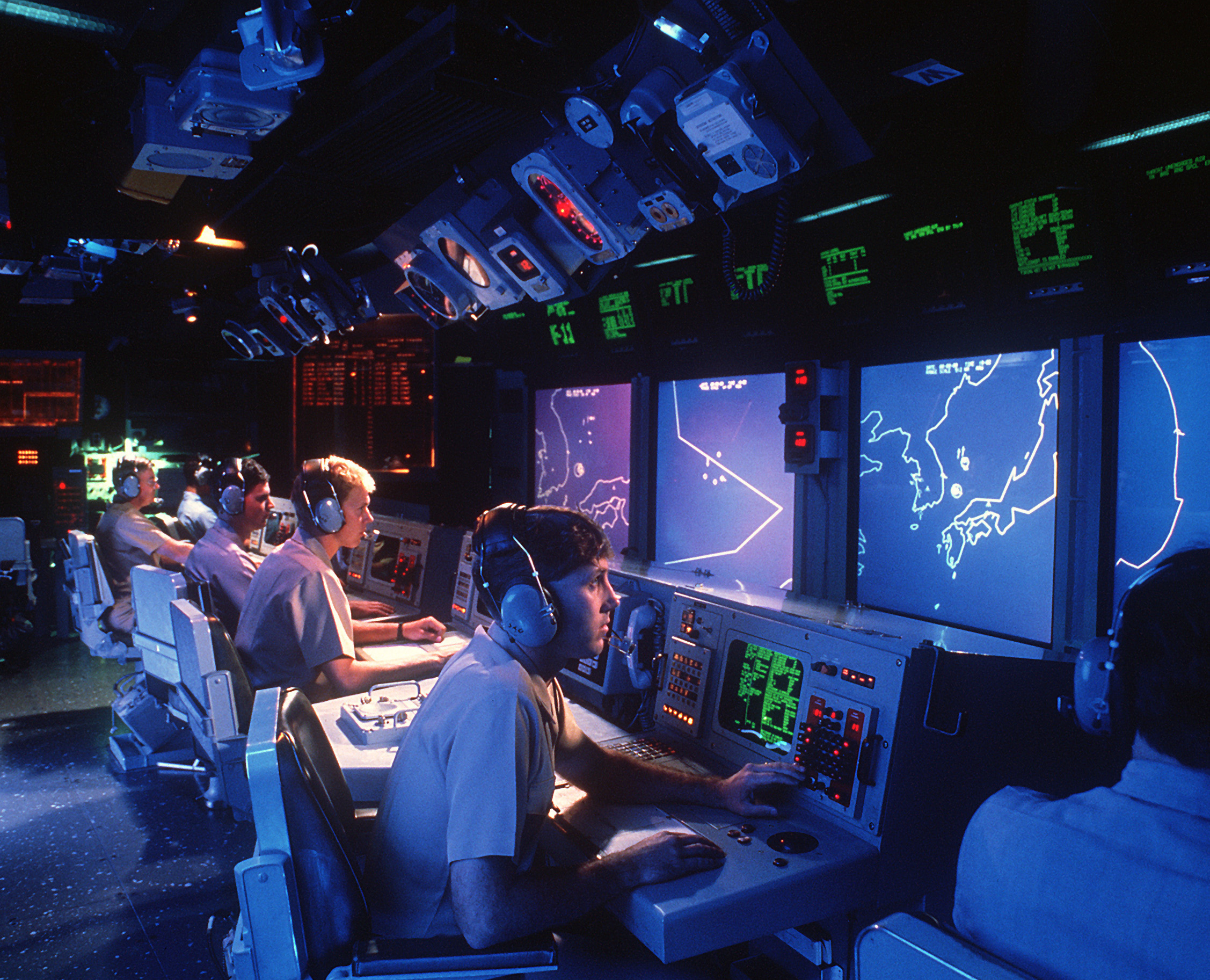
El Centro de Información de Combate del USS Vincennes, año 1988.
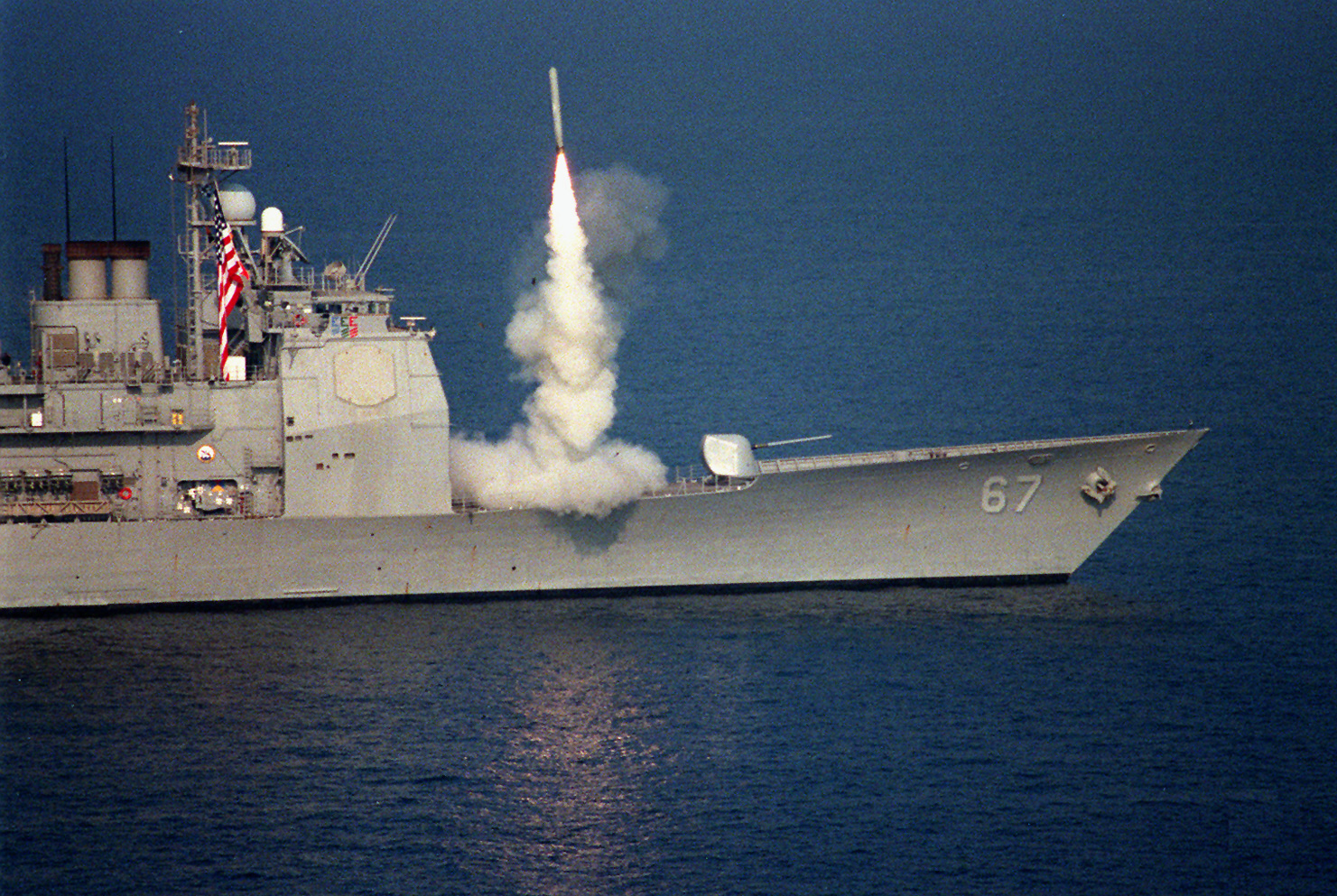
El USS Shiloh lanza un misil de crucero en el Golfo Pérsico en 1996.
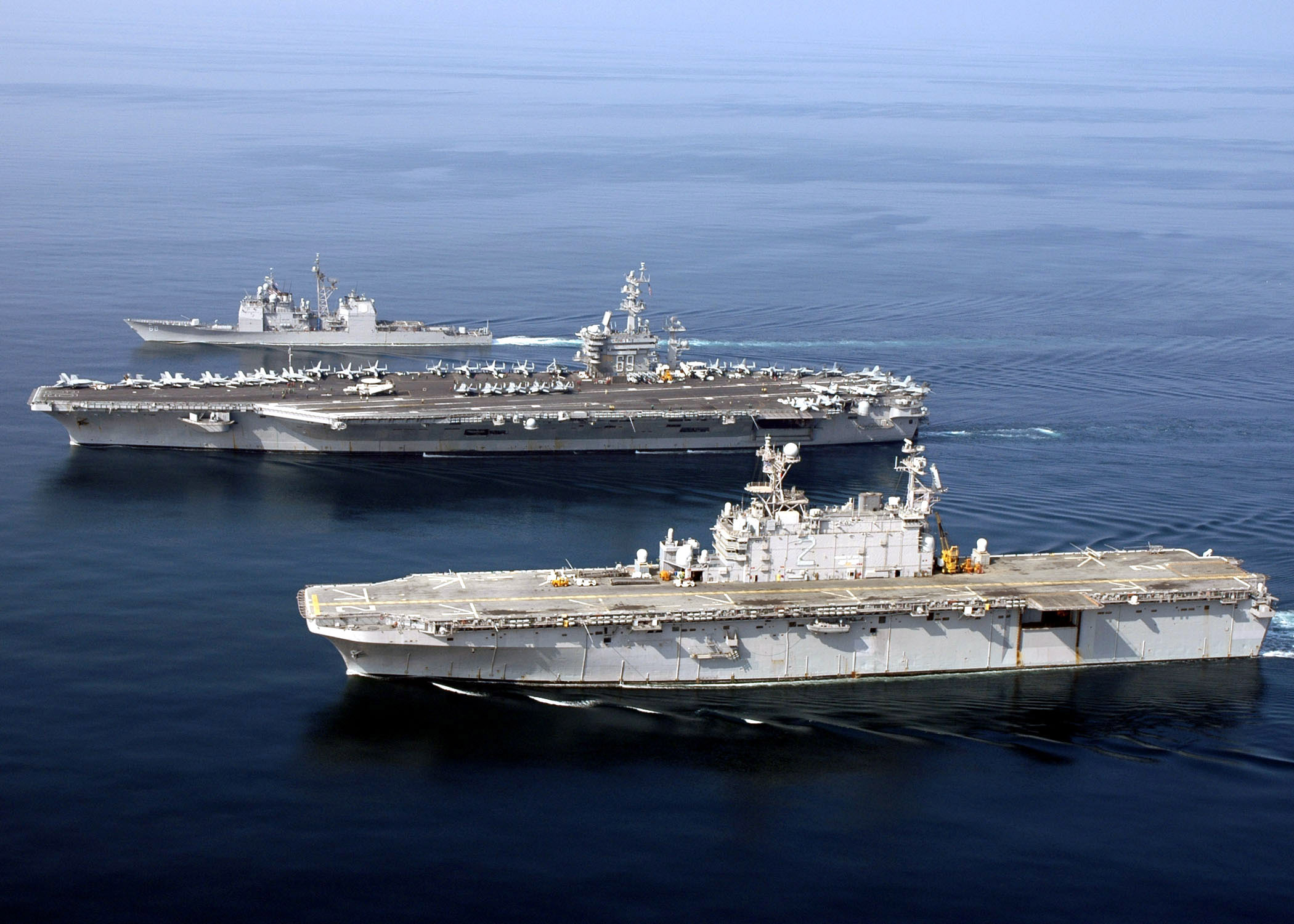
El Anzio, el portaaviones Dwight D. Eisenhower y el buque de asalto anfibio Saipan navegan en formación, año 2006.